# The Twilight Zone (2002)
The Twilight Zone is een Amerikaanse televisieserie uit 2002. De serie is de tweede heropleving van de gelijknamige originele serie. De serie liep 1 seizoen van 44 afleveringen.

## Achtergrond
Daar Rod Serling was overleden, nam Forest Whitaker zijn rol over als presentator. De muziek van de serie werd gecomponeerd door Jonathan Davis.
De serie bestond uit afleveringen van 30 minuten, maar deze werden altijd uitgezonden in een 1 uur blok van twee afleveringen.
De serie werd maar matig ontvangen door het doelpubliek.

## Verhalen
De verhalen van de serie waren meestal remakes en updates van verhalen uit de originele serie, waaronder de beroemde "Eye of the Beholder" en "The Monsters Are On Maple Street". Wel werden deze verhalen vaak wat gemoderniseerd of kregen een iets andere wending (zo draaide de originele "The Monsters Are Due on Maple Street" om een alien invasie, en de nieuwe om een groep terroristen). Ook bevatte de serie de enige aflevering die een direct vervolg vormde op een aflevering uit de originele serie: It's Still a Good Life (vervolg op "It's a Good Life"). In deze aflevering speelden dezelfde acteurs mee als in de originele aflevering.

## Gastrollen
Enkele gastrollen in de serie werden vertolkt door Usher Raymond IV, Jessica Simpson, Eriq La Salle, Jason Bateman, Method Man, Linda Cardellini, Jaime Pressly, Jeremy Sisto, Molly Sims, Portia de Rossi, Jeremy Piven, Ethan Embry, Shannon Elizabeth, Jonathan Jackson, Amber Tamblyn, Dylan Walsh en Elizabeth Berkley.